# Hideyuki Ujiie
Hideyuki Ujiie (氏家 英行?, Ujiie Hideyuki; Tokyo, 23 febbraio 1979) è un ex calciatore giapponese, di ruolo centrocampista.